# 紐黑文 (伊利諾伊州)
紐黑文（英語：New Haven）是位於美國伊利諾伊州加拉廷縣的一個村落。

## 地理
紐黑文的座標為37°54′26″N 88°07′37″W / 37.90722°N 88.12694°W，而該地最高點為海拔高度112米（即367英尺）。

## 人口
根據2010年美國人口普查的數據，紐黑文的面積為3.25平方千米，當中陸地面積為3.17平方千米，而水域面積為0.07平方千米。當地共有人口433人，而人口密度為每平方千米133人。